# Acura TL
L'Acura TL est une berline du constructeur automobile japonais Acura, label luxueux de Honda, qui appartient à la catégorie des Mid-size, l'équivalent nord-américain des routières. La TL est en fait une Honda Accord américaine rebadgée (à partir de la deuxième génération). Lancée en 1995, la TL succède à la Vigor qui avait été lancée en 1991.
La TL est désormais l'une des Acura les plus vendues et lui permet d'asseoir la jeune marque dans le même monde que Lexus, Infiniti, BMW, Audi…

## Première Génération (1995-1999)
Lancée en 1995 pour remplacer la Vigor, la première TL reste proche d'elle en style. Elle dispose soit d'un cinq cylindres (2.5 TL) de 176 ch issue de la berline Vigor. Soit d'un V6 3,2 litres de 200 ch issu de la seconde génération d'Acura Legend. Elle est assemblée à Sayama au Japon.
Son équipement comprend alors deux airbags, l'ABS, une climatisation automatique, un radio-cassette, des vitres électriques et un verrouillage centralisé des portes.
En 1997, Acura dote toutes les TL du toit-ouvrant électrique et des essuie-glaces intermittents de série. La version 3.2 reçoit une nouvelle monte pneumatique en 205/65 R15 et la 2.5 se pare de nouvelles jantes en alliages.
Avec la fin de la production de cette première génération en 1998, les chaînes de montages déménagent du Japon pour l'Ohio, lieu ou sera produit la seconde génération.

### Motorisations
Elle existait avec deux moteurs essences :
- 5 cylindres, 2,5 litres, 176 ch.
- V6, 3,2 litres, 200 ch.

Ces deux moteurs étaient couplés à boîte automatique à quatre vitesses.

### Galerie photos

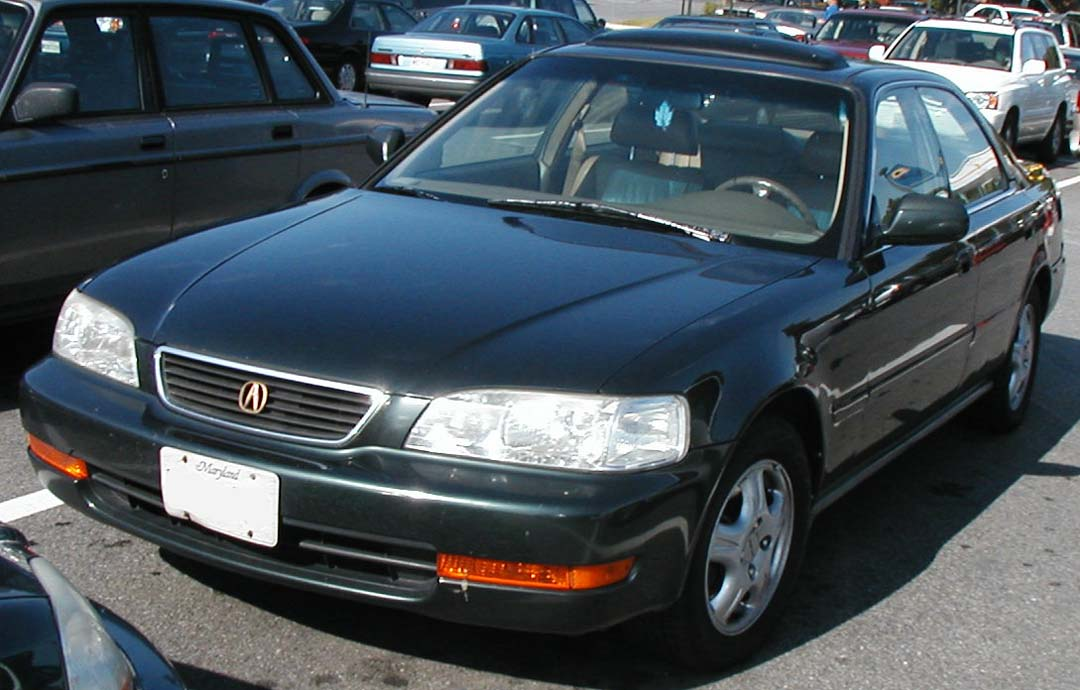
TL 1re génération
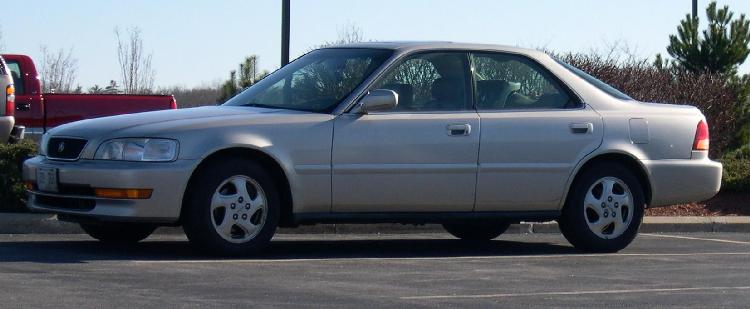
TL 1re génération

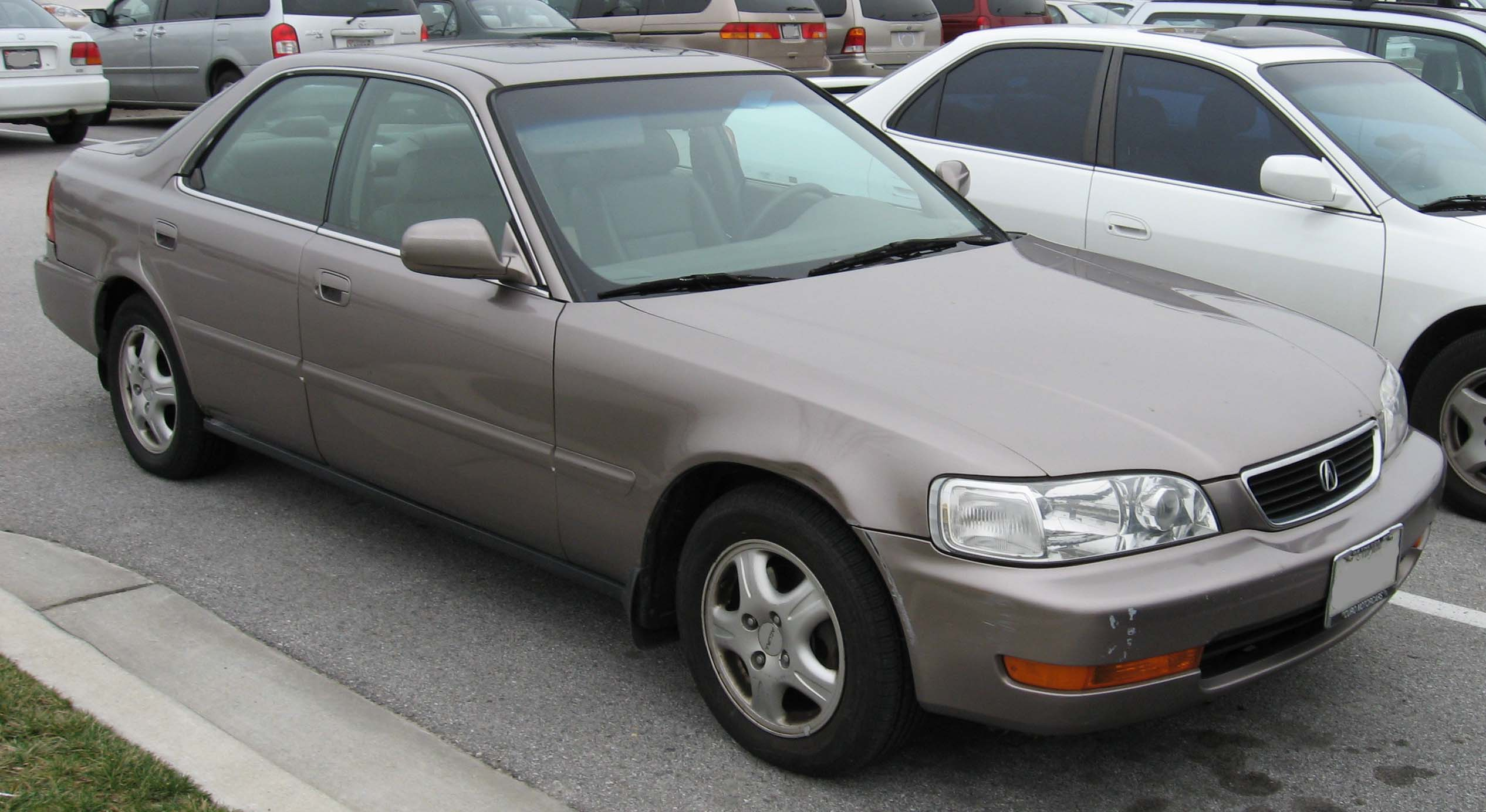
TL 1re génération
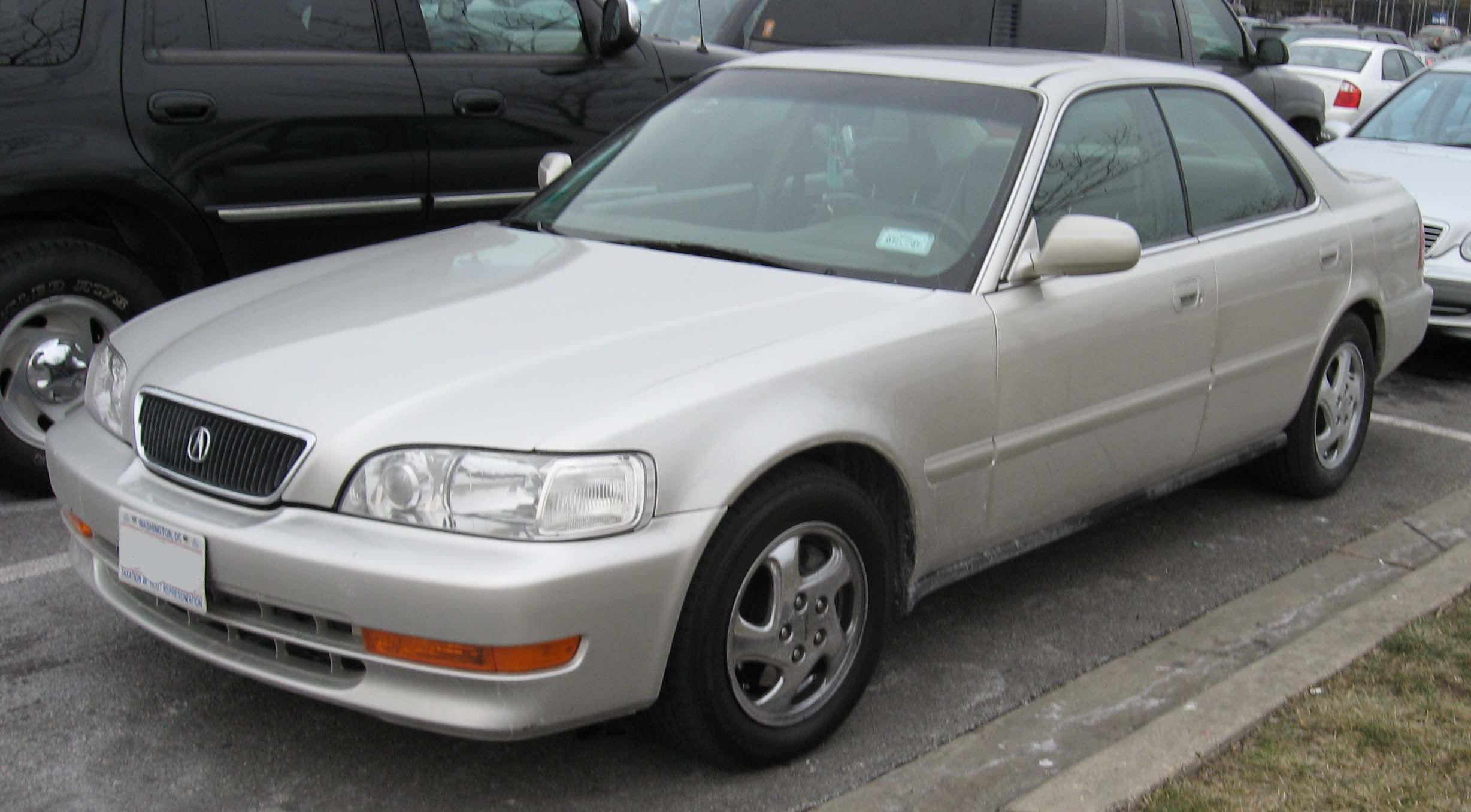
TL 1re génération
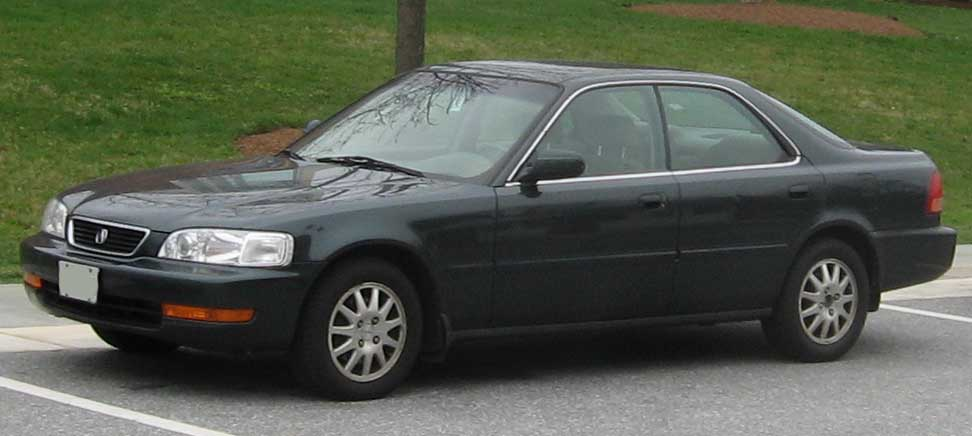
TL 1re génération

### Production
L'Acura TL 1re génération a été fabriquée a Saitama en Japon. 96 273 voitures ont été réalisées entre 1995 et 1998.

#### Chiffres de vente aux États-Unis
| Année                                                                    | Nombre d’exemplaires |
| 1995                                                                     | 16 539               |
| 1996                                                                     | 24 700               |
| 1997                                                                     | 23 151               |
| 1998 (chiffres incluant la seconde génération vendue à partir d’octobre) | 31 883               |
| TOTAL                                                                    | 96 273               |

## Deuxième génération (1999-2003)
En 1998, Acura présente le concept-car TL-X annonçant la seconde génération de la berline TL. Elle se nomme 3.2 TL à sa sortie en 1999 et dérive de la Honda Accord vendue sur le territoire américain. Elle est équipée d'un tout nouveau V6 3,2 litres de 225 ch accouplé à une transmission automatique à quatre rapports. La déclinaison 2.5 TL de la précédente génération n'est pas reconduite. Elle est produite dans l'usine Honda de Marysville. Les versions japonaises de ce modèle sont baptisées Honda Inspire et Honda Saber. La principale différence entre ces deux voitures est la calandre. Elles n'ont pas droit au V6 3.2 mais à un V6 2.5 réservé au marché japonais.
Le tout premier exemplaire sort des chaînes le 4 août 1998 et la seule option disponible est alors le GPS.
En 2000 la TL reçoit de nouveaux équipements et une nouvelle boîte automatique à cinq vitesses qui améliore à la fois les performances et les consommations. Malgré tout, les problèmes de fiabilité de cette nouvelle boîte sont assez nombreux avec notamment un blocage au niveau de la 1-2. Pour pallier ce problème de fiabilité et redorer son blason, Acura prolonge alors la garantie à 7 ans ou 100 000 miles (160 000 km). Le problème touchait indifféremment la berline TL ou le coupé CL jusqu'en 2002.
On note également l'arrivée des airbags latéraux avant ainsi qu'un nouveau GPS non plus basé sur un CD mais sur un DVD. Contrairement à l'ancien, la capacité de stockage (due au format DVD) permet que la carte des États-Unis entière soit disponible.
En 2001 sort la déclinaison coupé : la 3.2 CL reprend le moteur de la berline. Du fait d'une trop forte concurrence entre les deux modèles, la déclinaison coupé sera arrêtée dès mai 2003.
La liste d'équipements évolue avec un nouveau porte-gobelets. De plus les problèmes touchant la boîte de vitesses ne seront pris en charge qu'en 2005 en changeant l'embrayage. En attendant Acura, étend la garantie à 109 000 miles.

### Phase II (2002-2003)

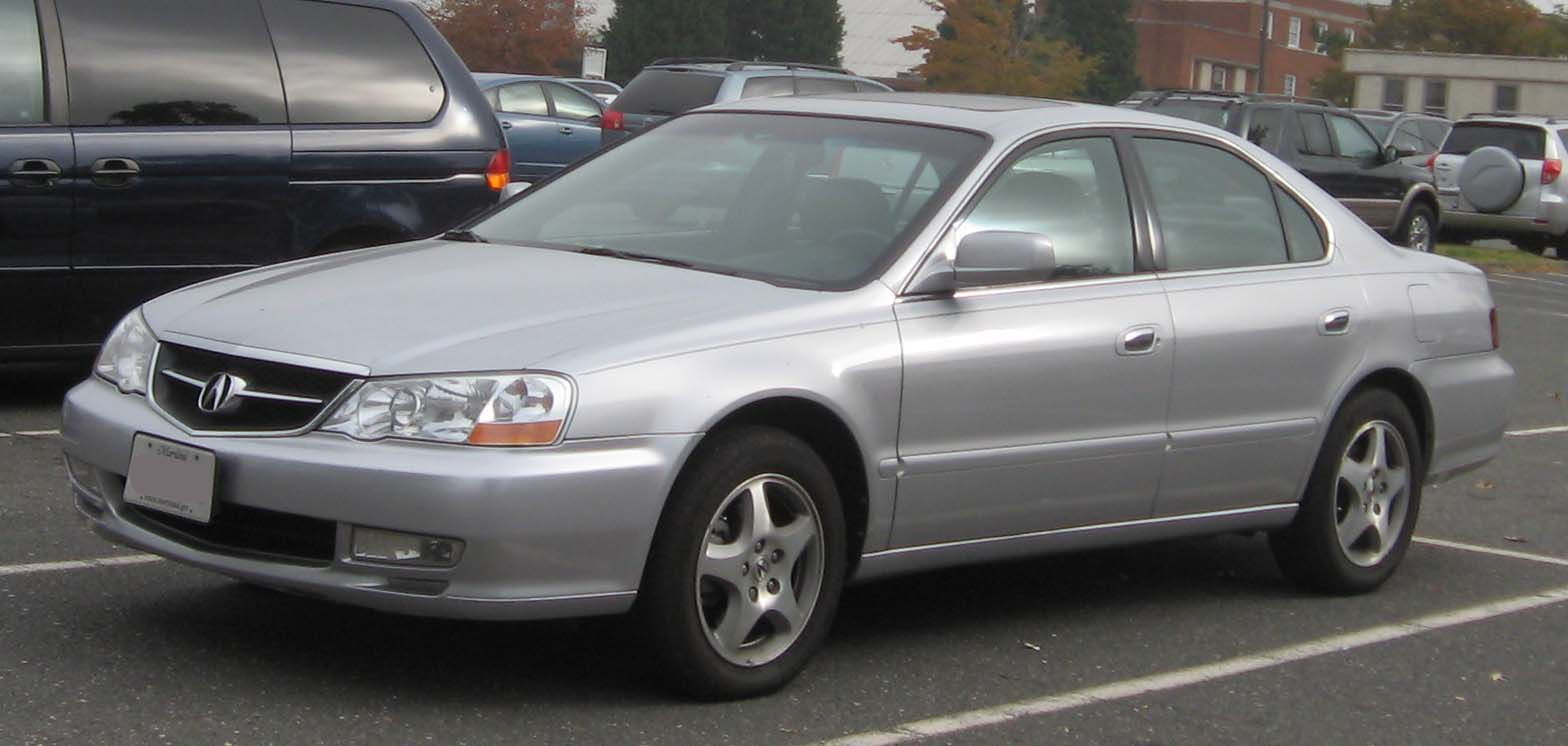
TL phase II

En 2002, la TL adopte une nouvelle calandre, de nouveaux boucliers et de nouveaux feux avant et arrière. L'équipement s'enrichit d'un chargeur 6 CD de série.

### Version Type-S
Une version un peu plus musclée fait son apparition en 2002 avec une puissance portée à 260 ch et des suspensions raffermies.
Pour le Canada, Acura développe une version spécifique de la Type-S, la A-SPEC en 2003 limitée à 800 exemplaires divisés en deux couleurs : 400 en Noir Perle et 400 autres en Bleu Perle. Les seules différences entre les A-SPEC et les autres TL sont d'ordre cosmétique. Par exemple, elles possèdent un volant en cuir bleu perforé, de nouveaux comodos ainsi que des nouveaux sièges et des nouveaux panneaux de portes. À l'extérieur, les poignées de portes, la calandre et l'intérieur des blocs optiques perdent leurs chromes pour recevoir la couleur de la carrosserie. L'aluminium remplace le bois de la console centrale et des contre-portes. À l'arrière, elle se dote d'un nouvel aileron. Les tapis de sol comportent la mention A-SPEC.

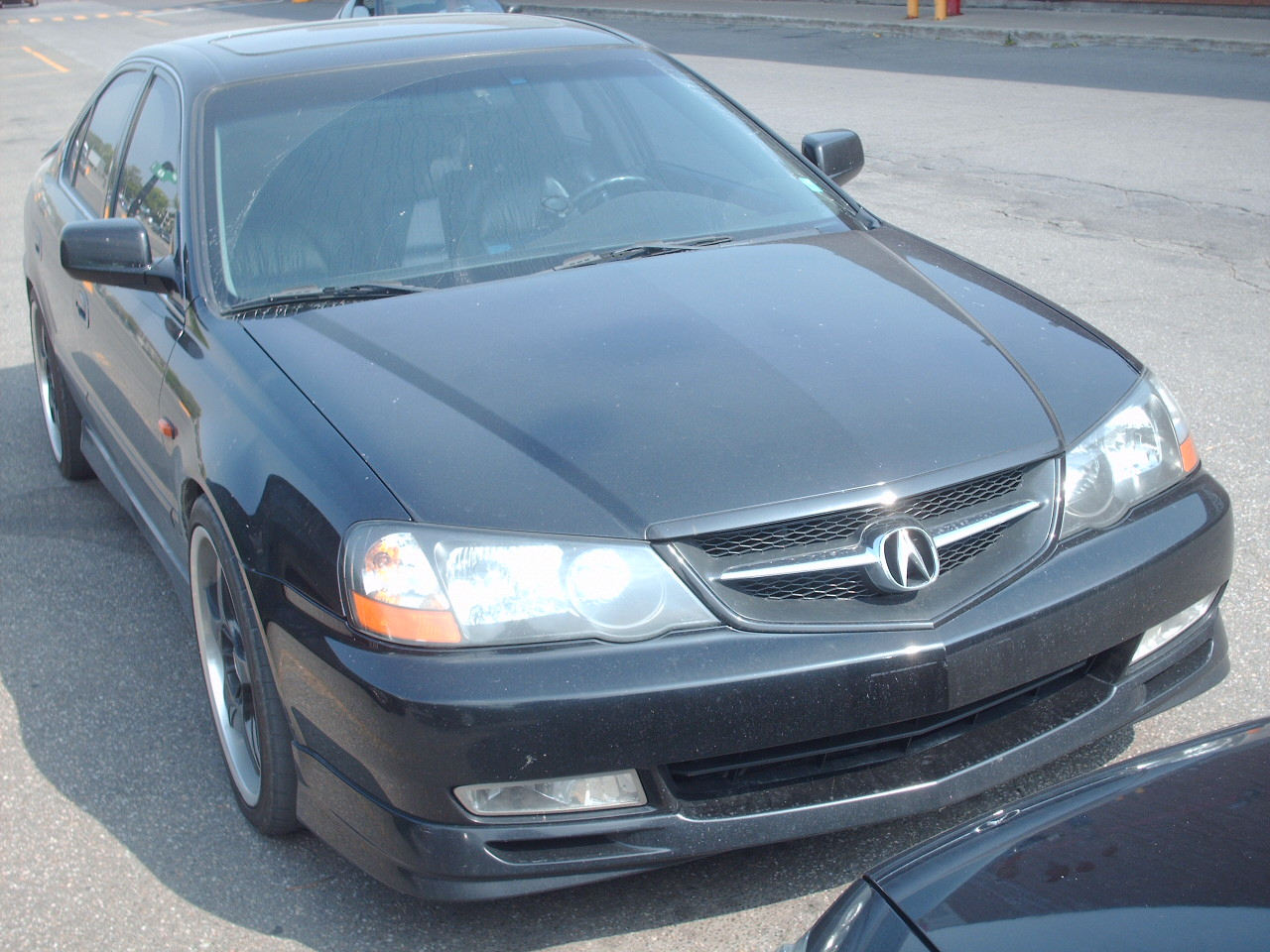
TL Type-S

### Motorisations
Elle existait avec deux moteurs essences :
- V6, 3,2 litres 225 ch.
- V6, 3,2 litres 260 ch, sur la Type-S.

Elle disposait d'une boîte automatique cinq rapports avec mode manuel.

### Galerie photos

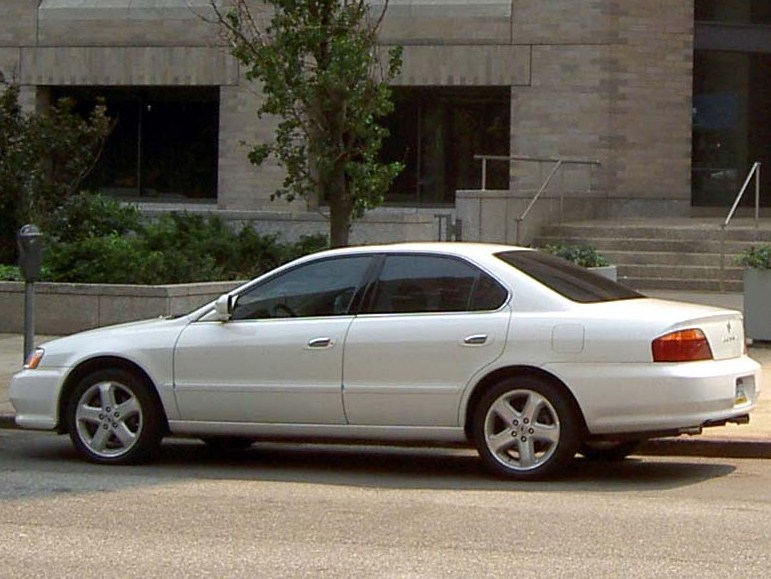
TL 2e génération
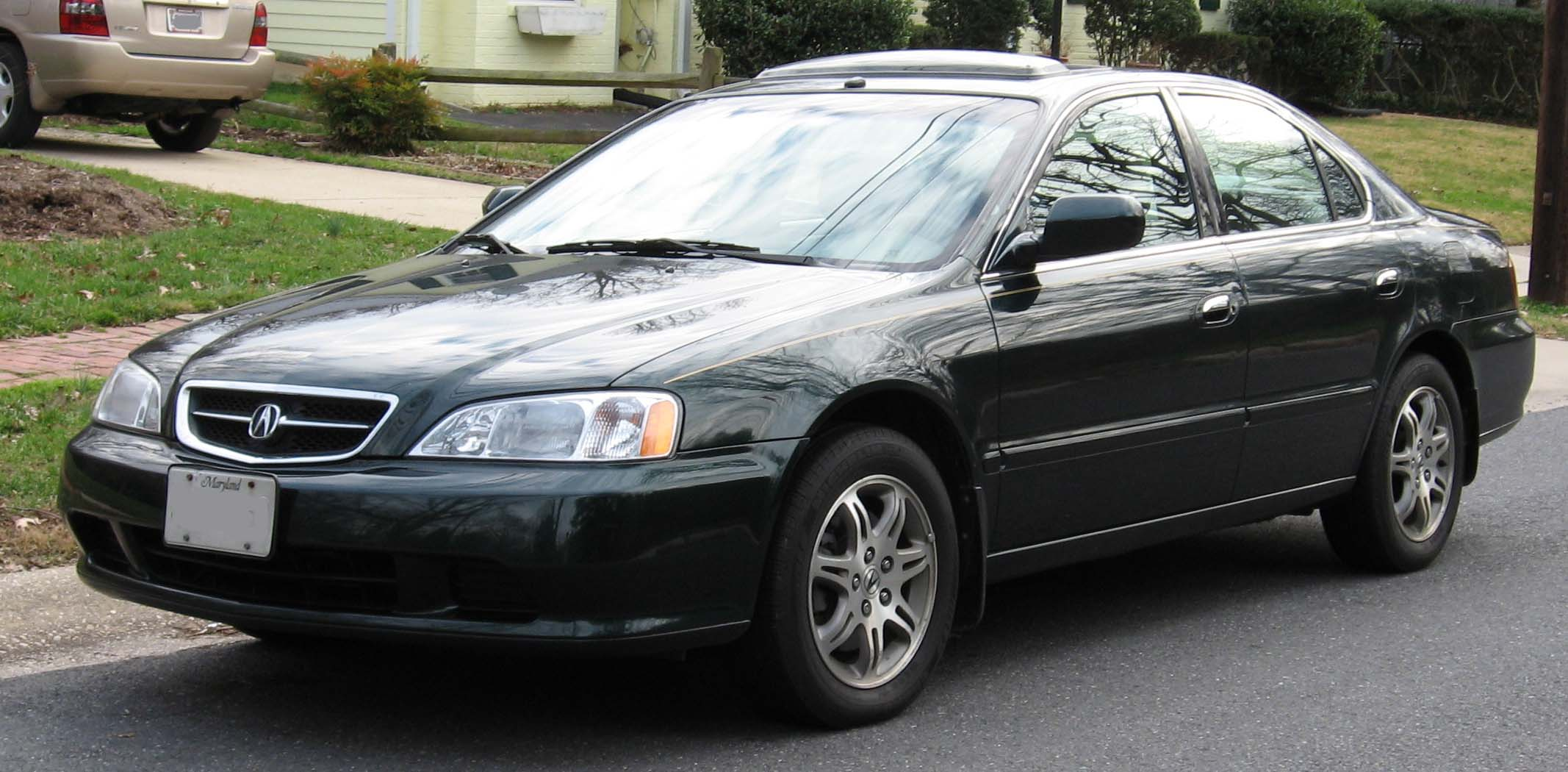
TL 2e génération
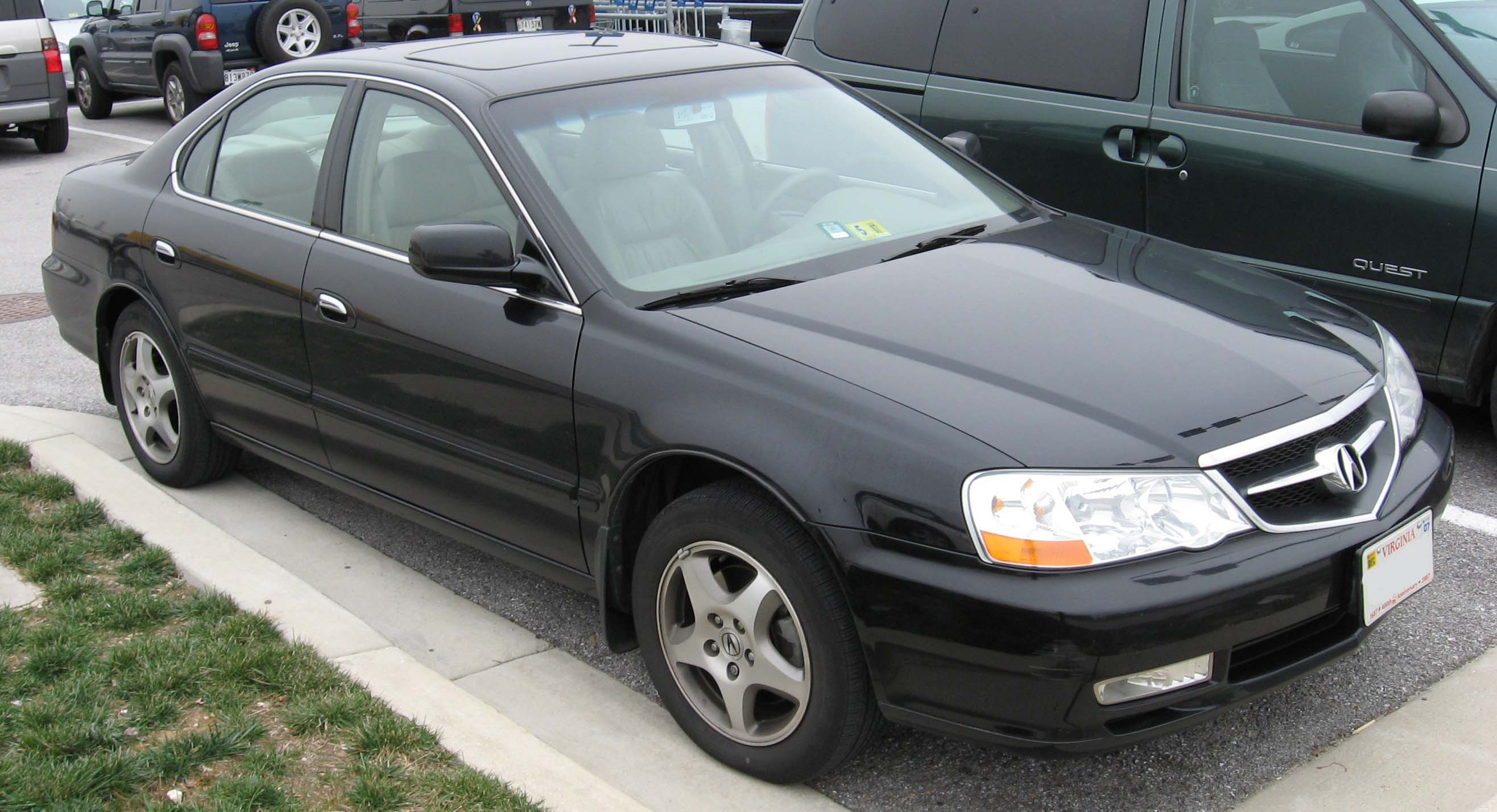
TL 2e g. phase II
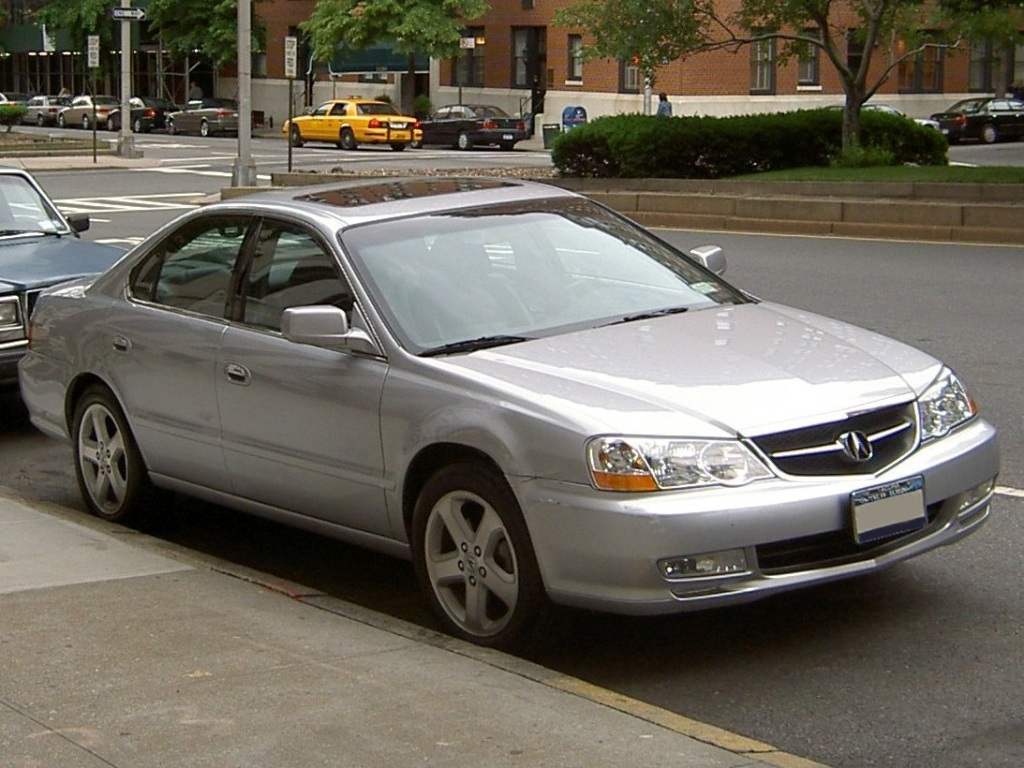
TL 2e g. phase II
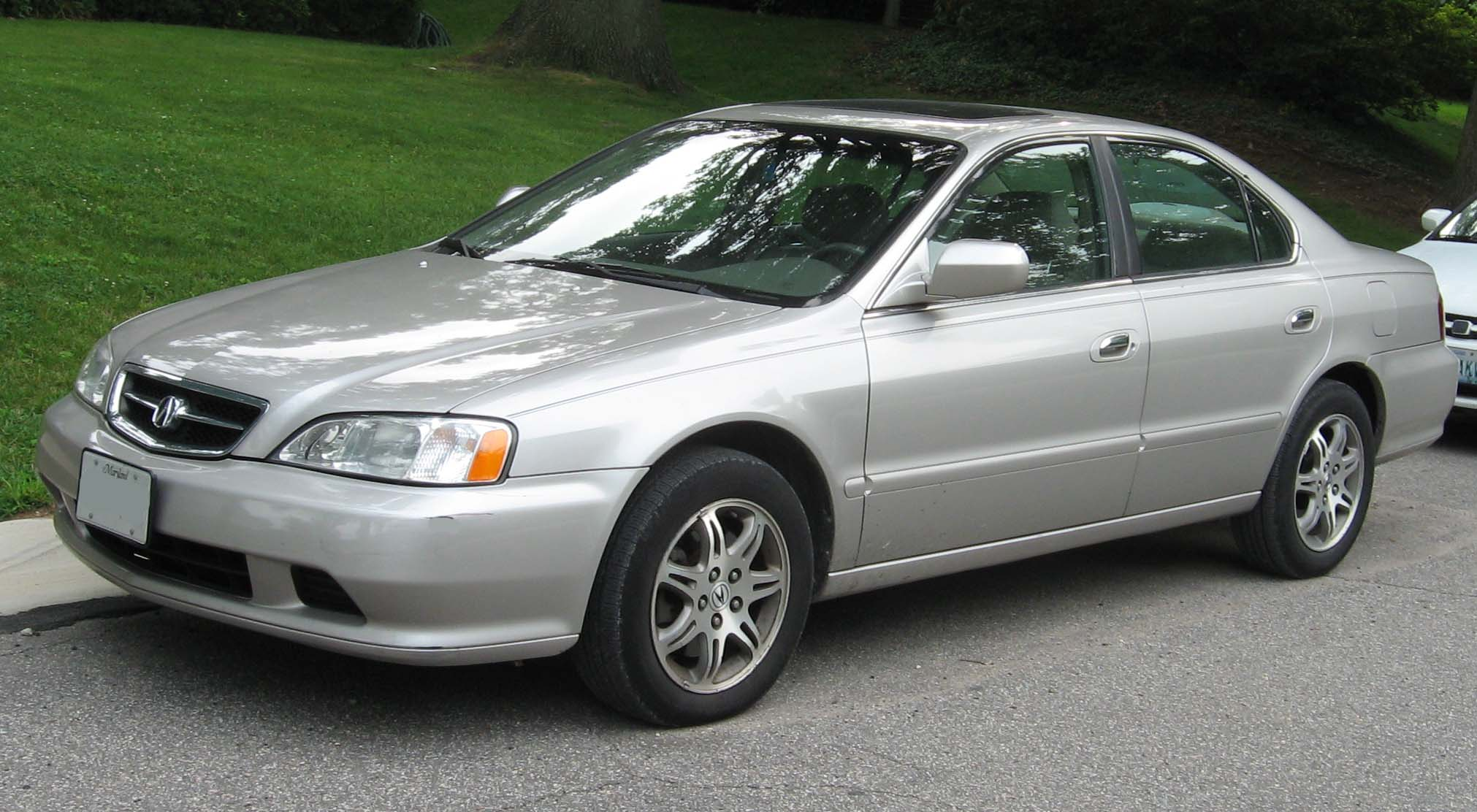
TL 2e génération
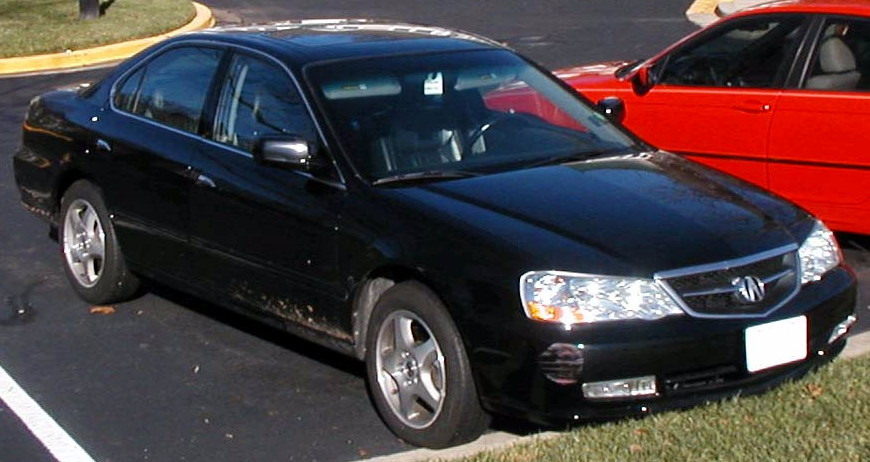
TL 2e g. phase II
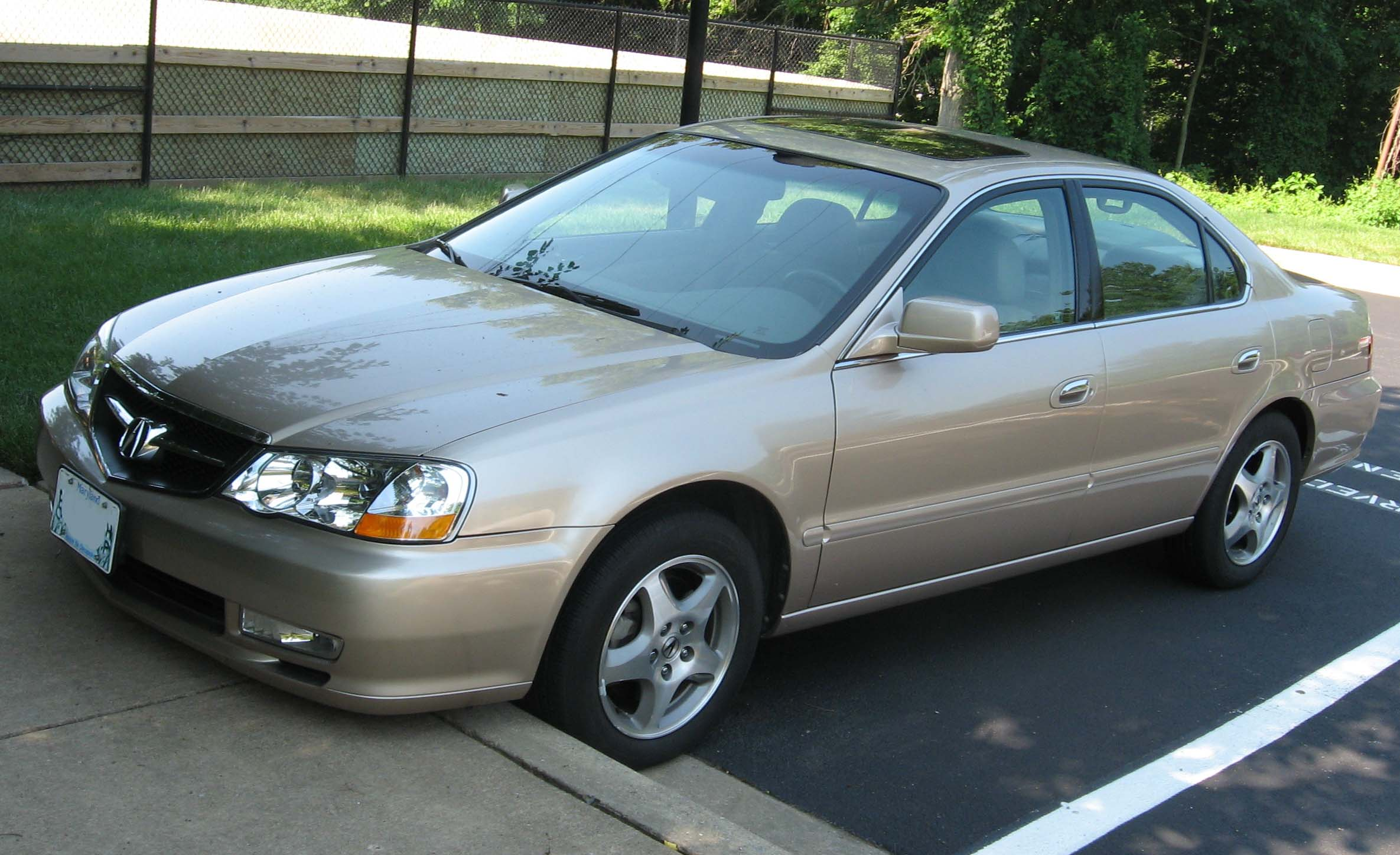
TL 2e g. phase II

## Troisième génération (2004-2008)
La troisième génération de TL arrive en 2004. Comparée à la précédente version, la nouvelle perd 8 à 9 cm en longueur, mais elle s'est élargie (+4 cm) et est plus haute (+ 2 à 8 cm). Elle délaisse le coupé, mais reconduit la Type-S.

### Version Type-S

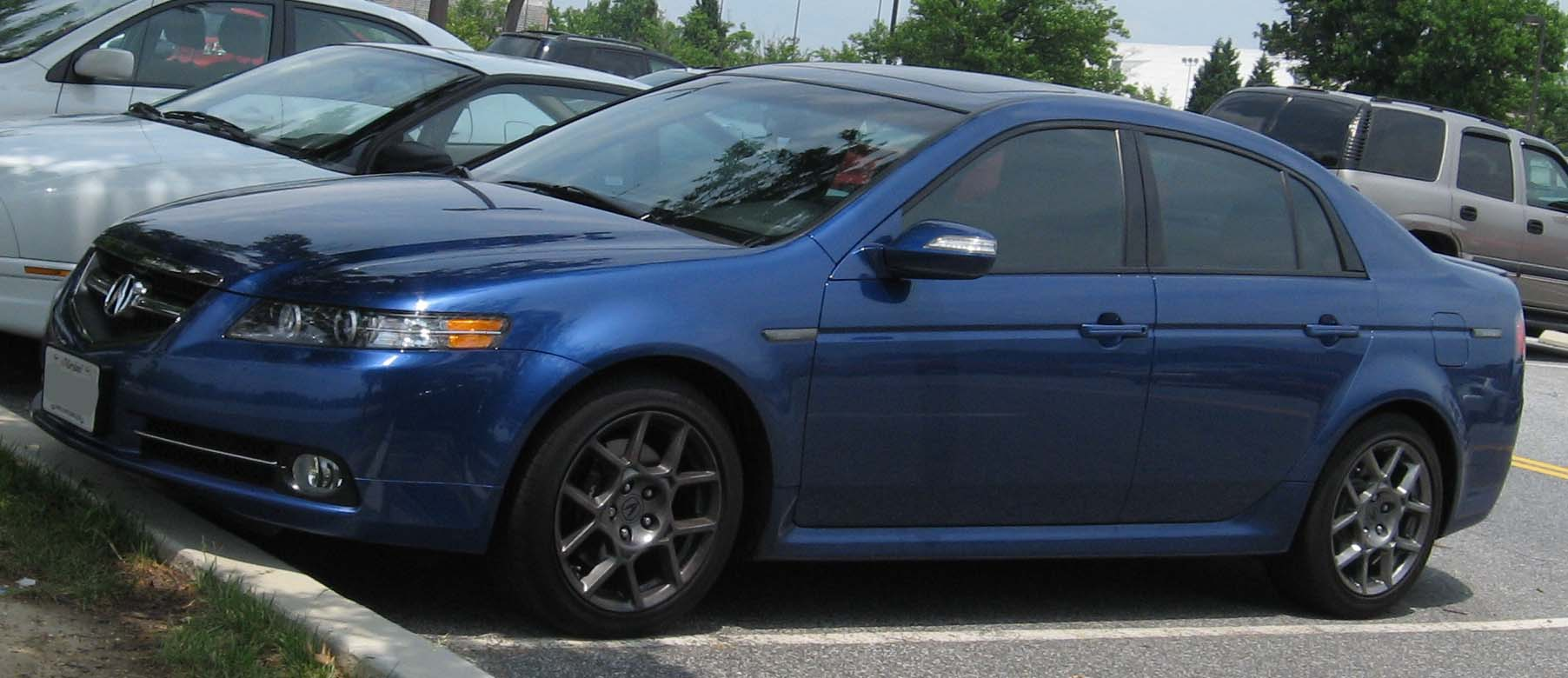
Type-S

Lancée en 2007, la version sport de la TL dispose d'un autre moteur que celui des autres versions. Il s'agit d'un V6 3,5 litres de 286 ch.

### Motorisations
- V6, 3,2 litres, 258 ch. (après les changements dans la façon de mesurer la puissance)
- V6, 3,2 litres, 270 ch (en 2004-2005 au Canada).
- V6, 3,5 litres, 286 ch, pour la Type-S.

Elle disposait d'une boîte manuelle à six vitesses, ou automatique à cinq rapports

### Gamme US
Aux États-Unis, elle existait avec quatre finitions :
- Base.
- Navi.
- Type-S.
- Type-S HPT.

### Galerie photos

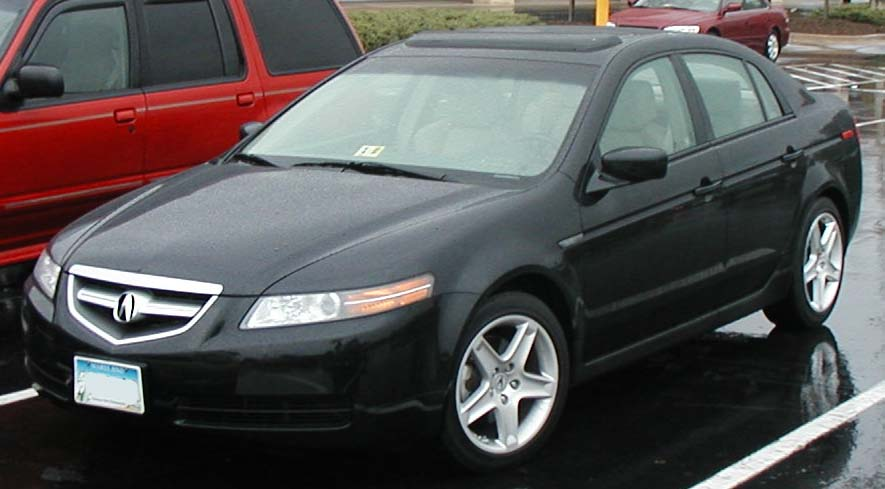
TL 3e génération
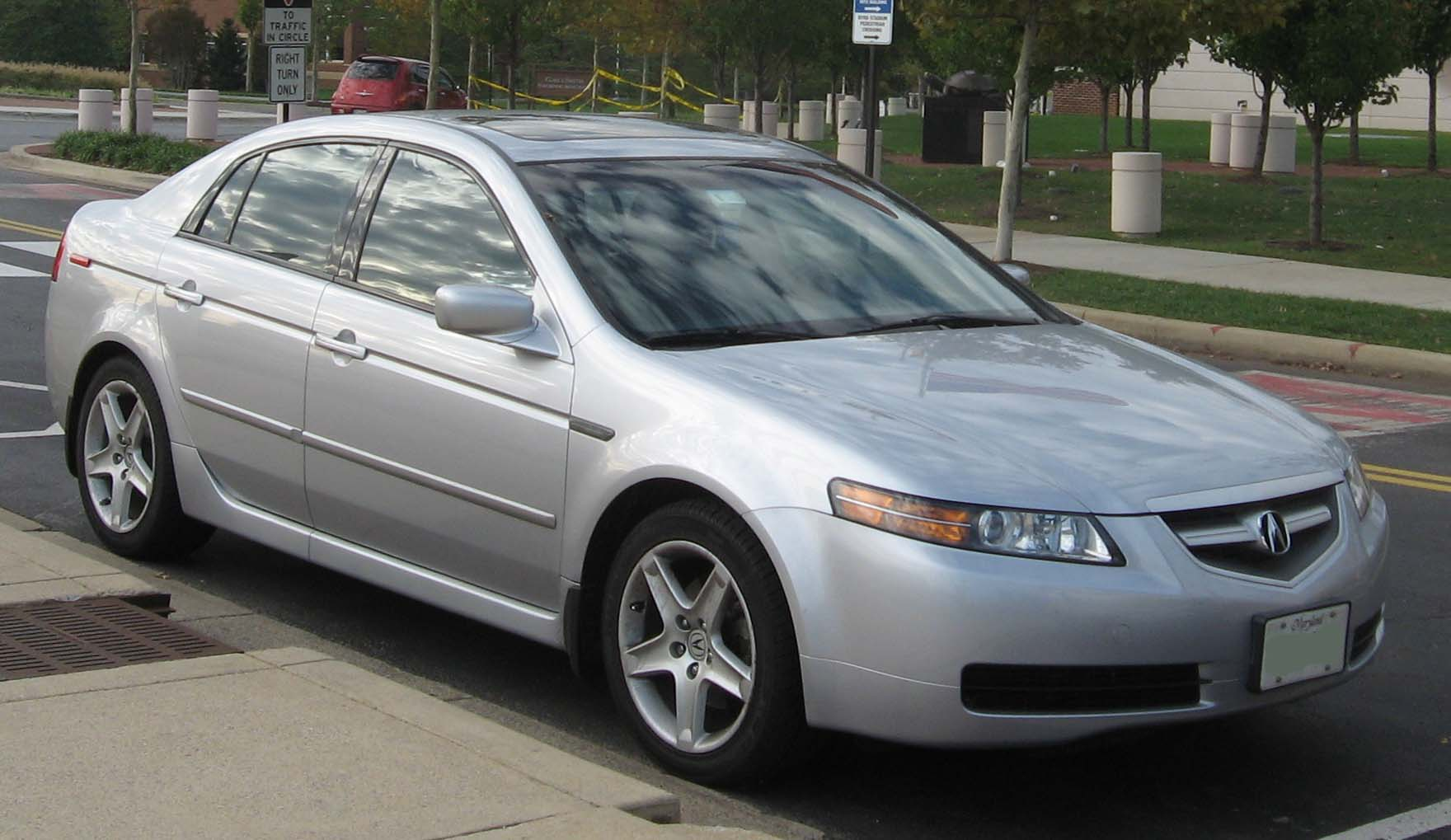
TL 3e génération
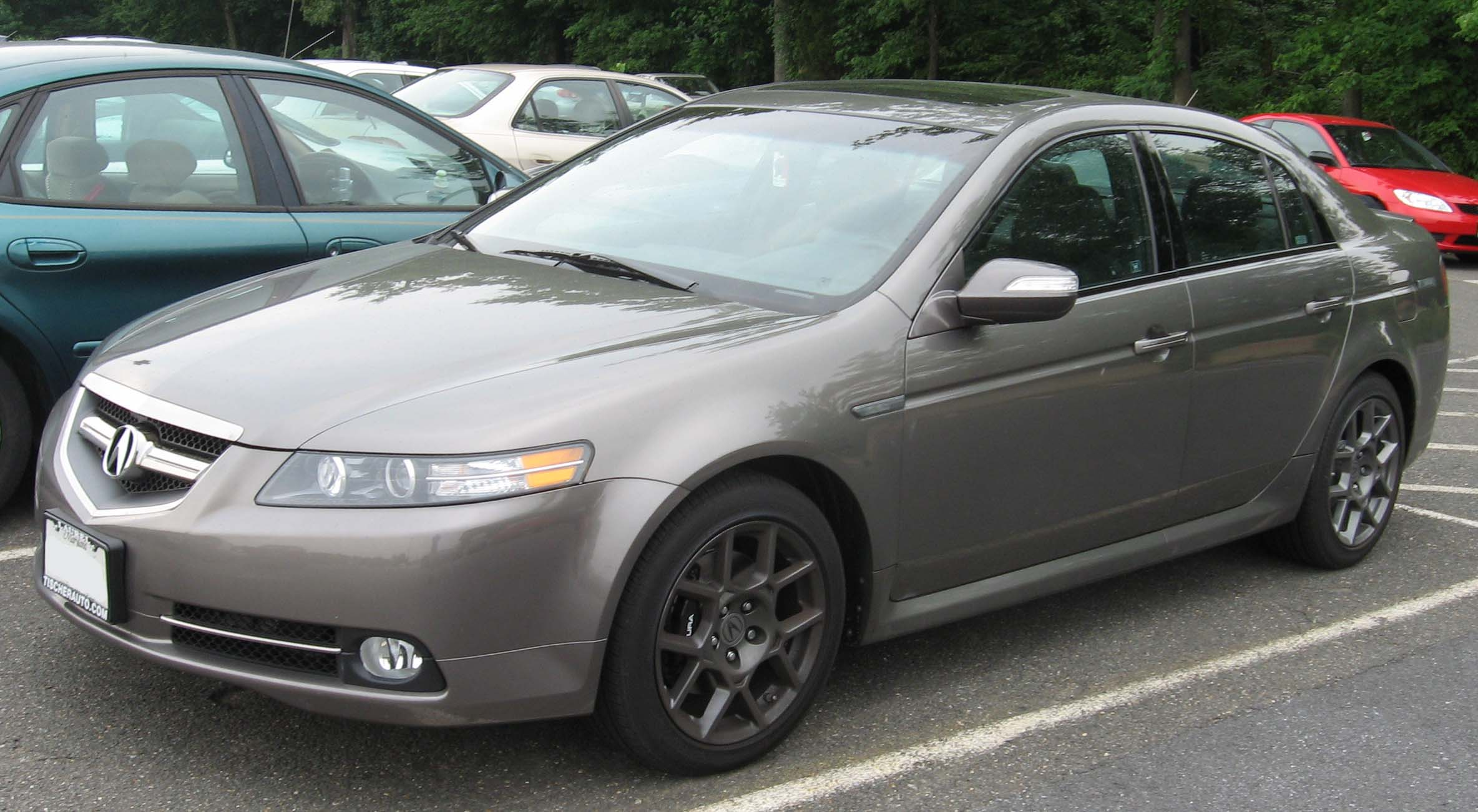
TL 3e g. Type-S
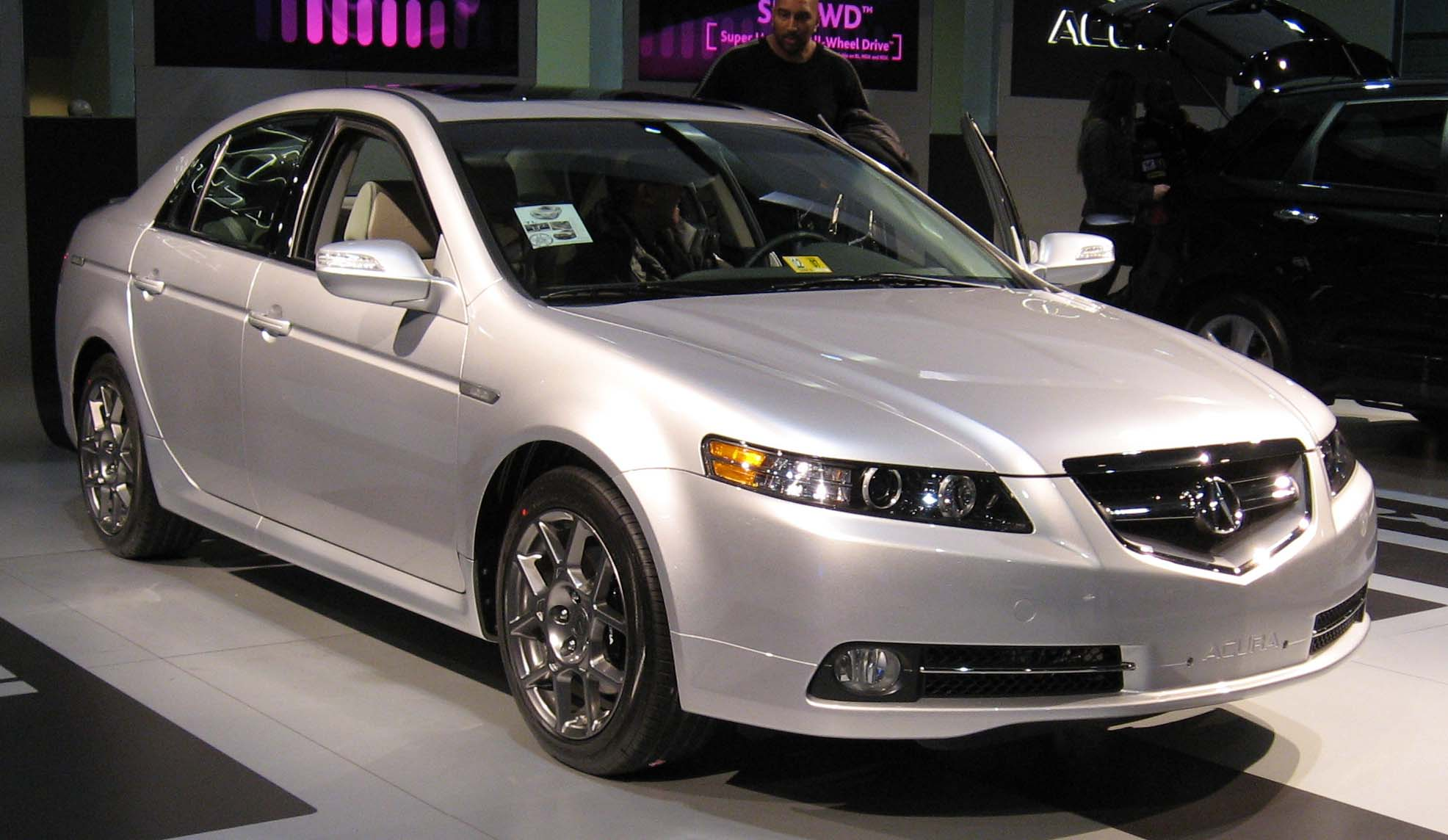
TL 3e g. Type-S
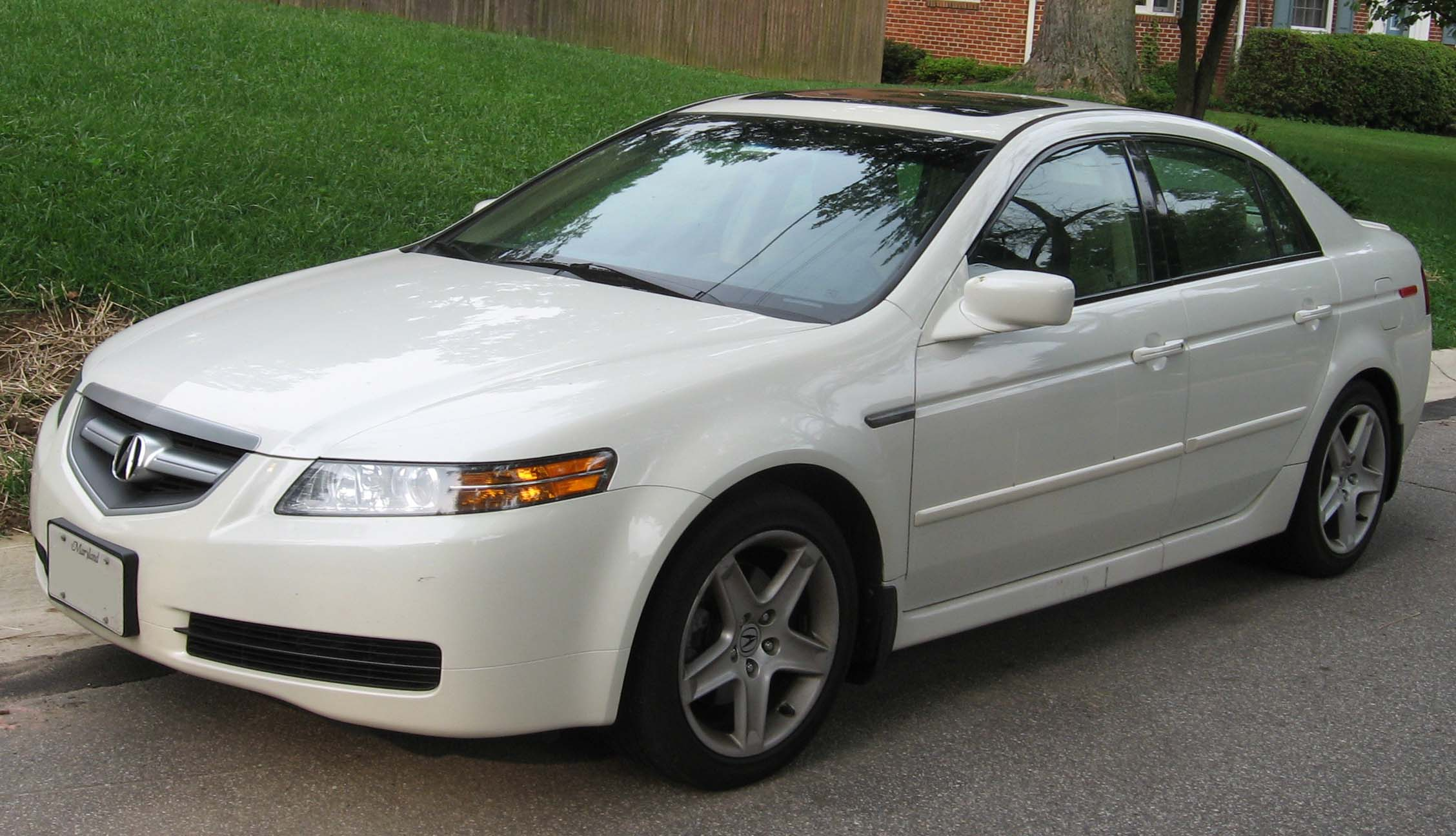
TL 3e génération
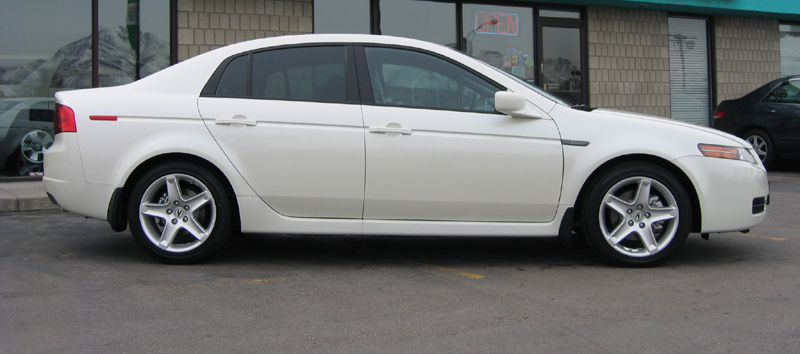
TL 3e génération
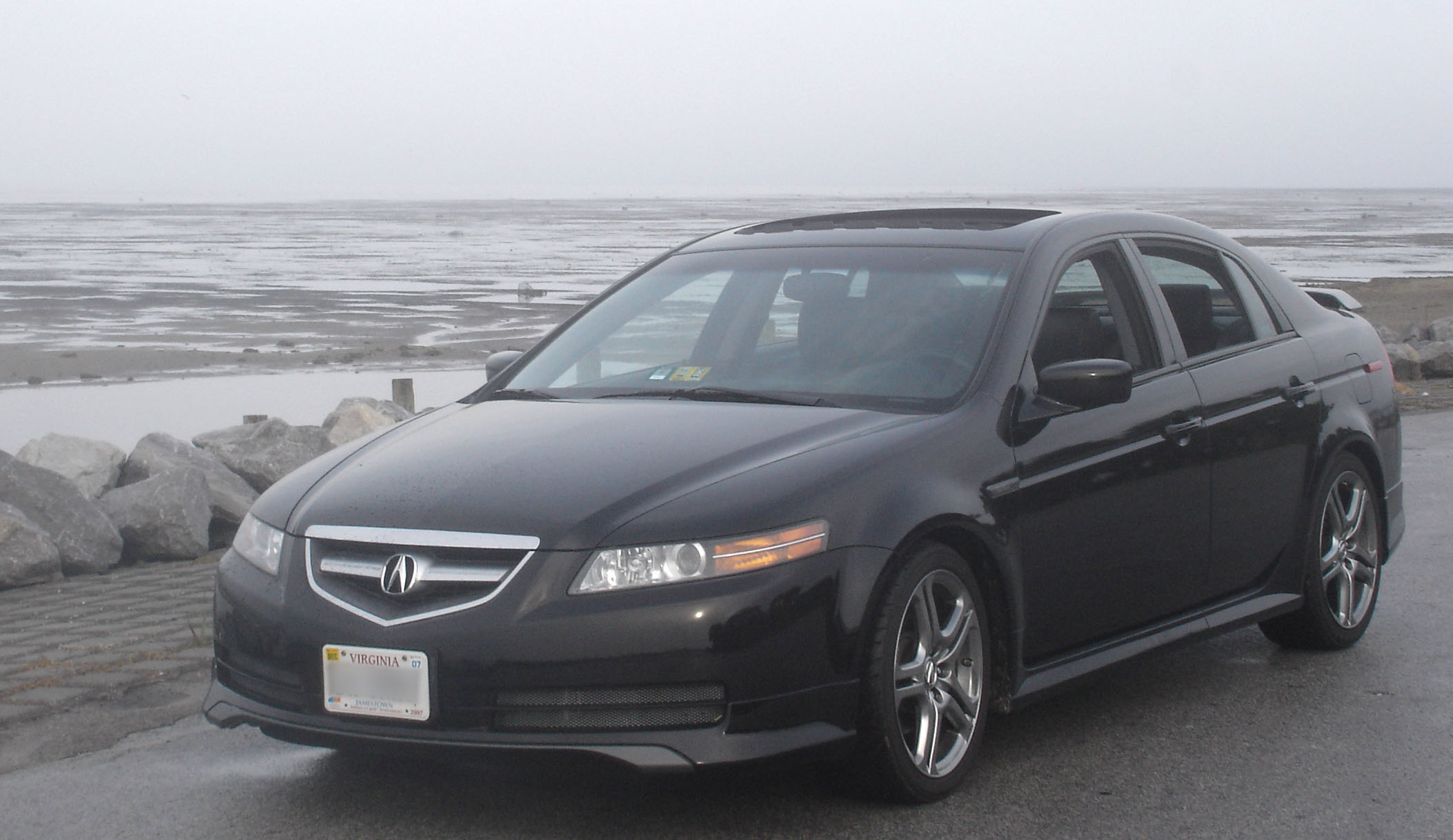
TL 3e

## Quatrième génération (2009-2014)
Lancé à l'été 2008, la quatrième génération est plus grosse que la précédente. Elle gagne de 14 à 15 cm en longueur, 5 cm en largeur et un petit centimètre en hauteur. Pour l'heure la version Type-S n'a été annoncée, mais elle peut bénéficier d'une version quatre roues motrices. Celle-ci reprend le système inauguré sur la Honda Legend au Japon, c'est-à-dire l'Acura RL aux États-Unis : en plus du différentiel central qui répartit le couple entre les roues avant et arrière, un différentiel sur le train arrière réparti aussi le couple entre la roue gauche et la roue droite, apportant davantage d'efficacité et de maniabilité dans les courbes sur sol peu adhérent. Elle bénéficie d'un restylage en 2012 avant d'être remplacée par l'Acura TLX.

### Motorisation
- V6 3,7 litres, 305 ch, avec transmission intégrale SH-AWD.

Elle dispose d'une boîte automatique à cinq rapports et depuis fin 2009, d'une boîte manuelle à six vitesses sur le V6 3.7 L.

### Galerie photos

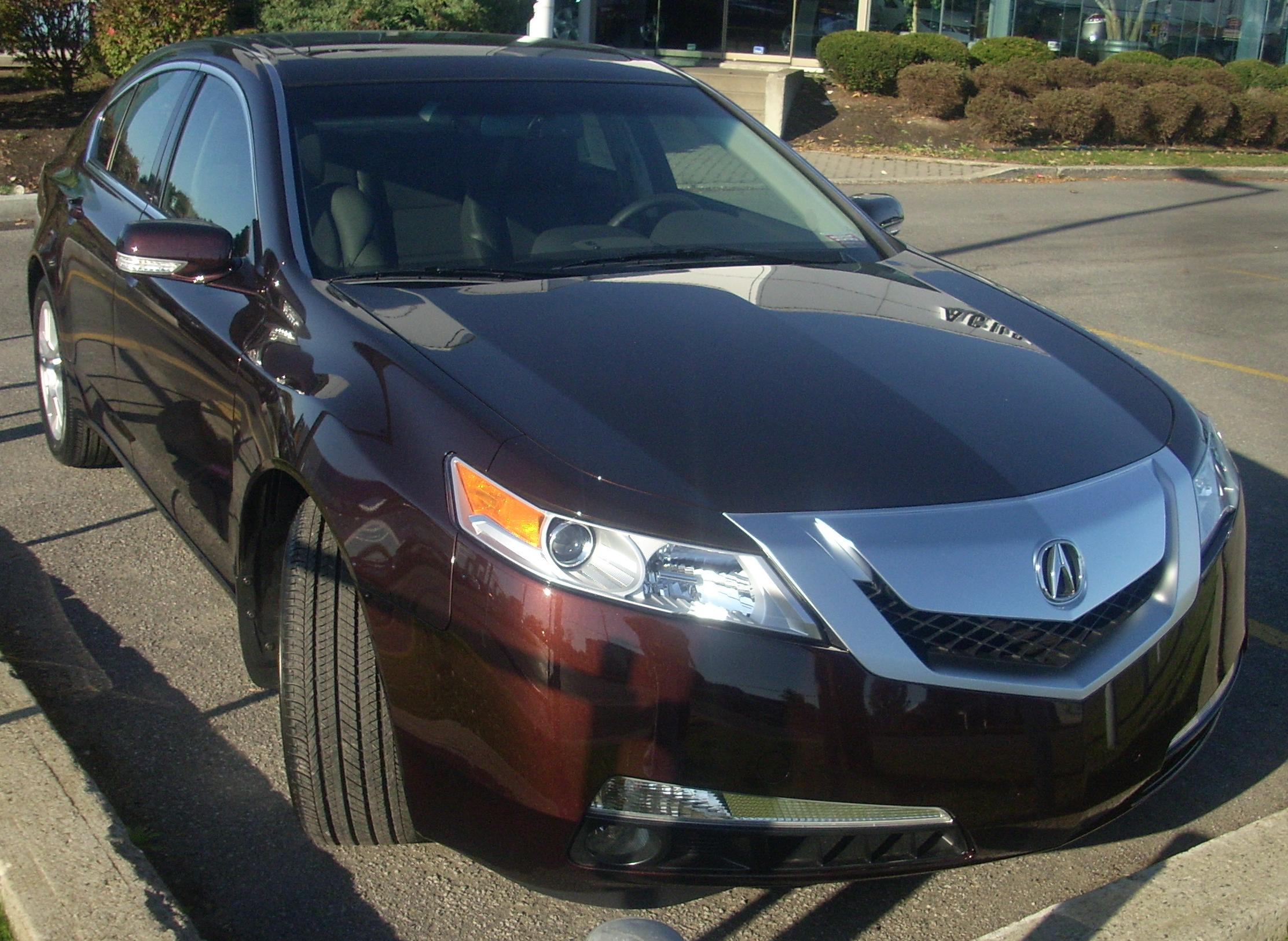
TL 4e génération
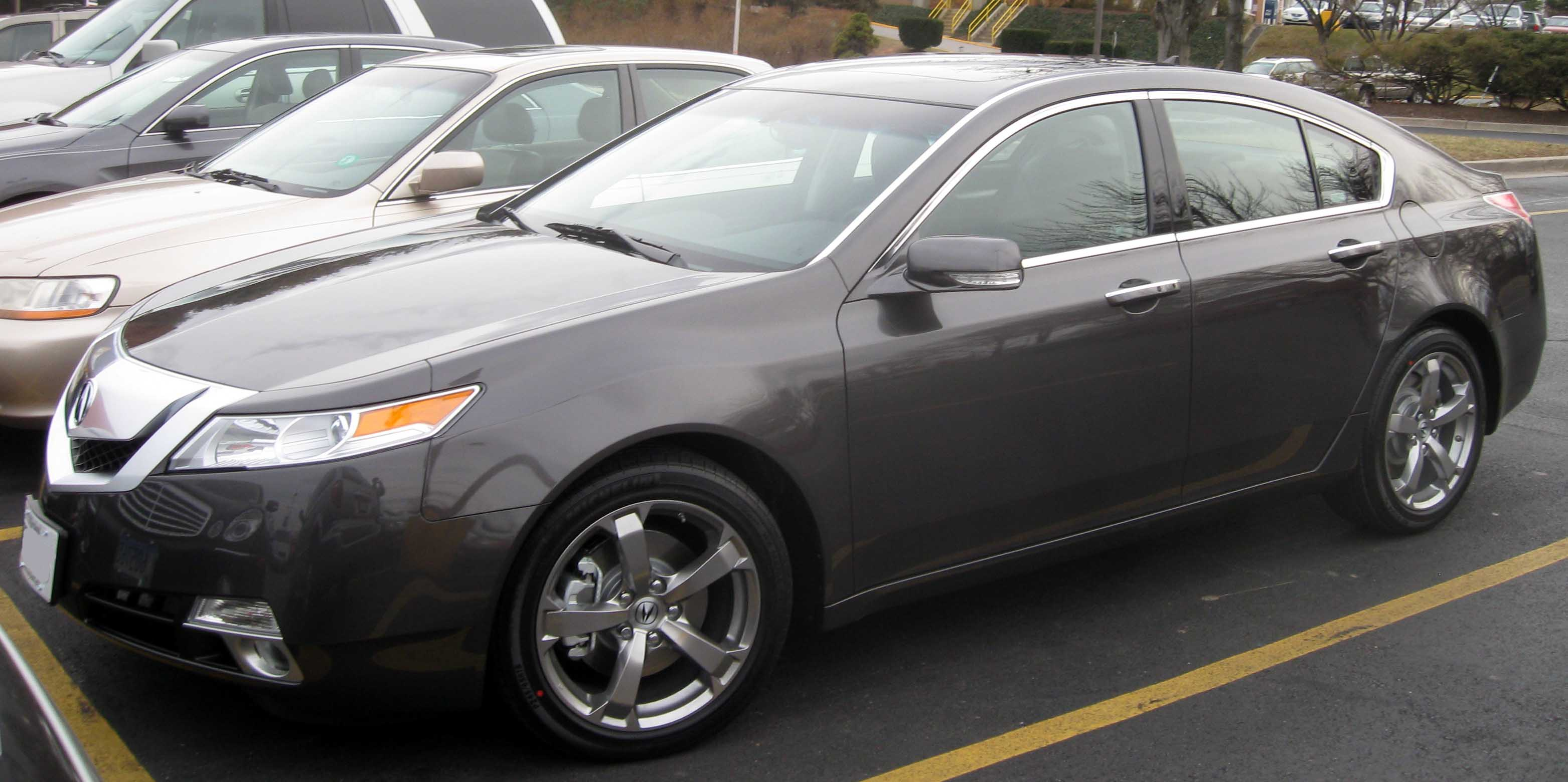
TL 4e génération
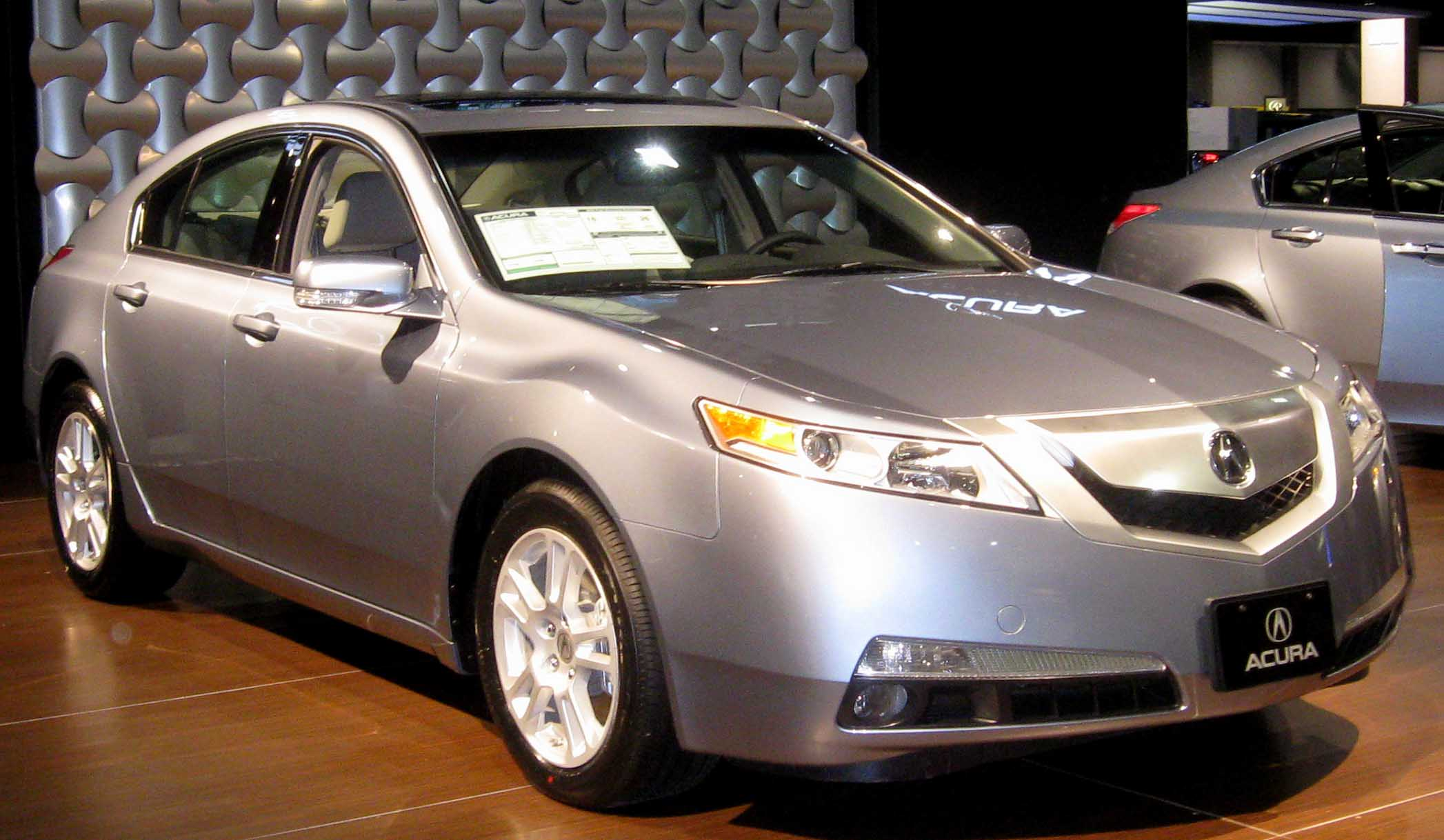
TL 4e génération

## Ventes
| Année | Ventes USA | Diff.    | Ventes Canada   | Diff.     | Ventes Amérique du Nord | Diff.    |
| ----- | ---------- | -------- | --------------- | --------- | ----------------------- | -------- |
| 1995  | 16 539     |          | NC              |           | 16 539                  |          |
| 1996  | 24 700     | + 49,3 % | 1 569           |           | 26 269                  |          |
| 1997  | 23 151     | - 6,3 %  | 1 491           | - 5 %     | 24 642                  | - 6,2 %  |
| 1998  | 31 883     | + 37,7 % | 3 389           | + 127,3 % | 35 272                  | + 43,1 % |
| 1999  | 56 556     | + 77,4 % | 7 001           | + 106,6 % | 63 557                  | + 80,2 % |
| 2000  | 67 033     | + 18,5 % | 5 714           | - 18,4 %  | 72 747                  | + 14,5 % |
| 2001  | 69 484     | + 3,7 %  | 5 781           | + 1,2 %   | 75 265                  | + 3,5 %  |
| 2002  | 60 764     | - 12,5 % | 4 802           | - 16,9 %  | 65 566                  | - 12,9 % |
| 2003  | 56 770     | - 6,6 %  | 4 320           | - 10 %    | 61 090                  | - 6,8 %  |
| 2004  | 77 895     | + 37,2 % | 5 801           | + 34,3 %  | 83 696                  | + 37 %   |
| 2005  | 78 218     | + 0,7 %  | 5 280           | - 9 %     | 83 498                  | - 0,2 %  |
| 2006  | 71 348     | - 8,8 %  | 4 694           | - 11,1 %  | 76 042                  | - 8,9 %  |
| 2007  | 58 545     | - 18,2 % | NC              |           | 58 545                  |          |
| 2008  | 46 766     | - 20,1 % | 4 019           |           | 50 785                  |          |
| 2009  | 33 620     | - 28,1 % | NC              |           | 33 620                  |          |
| 2010  | 34 049     | + 1,3 %  | 2 922           |           | 36 971                  |          |
| 2011  | 31 237     | - 8,3 %  | NC              |           | 31 237                  |          |
| Total | 838 558    |          | 56 783 (13 ans) |           | 895 341                 |          |